# Казе Трајни (Терамо)
Казе Трајни (итал. Case Traini) је насеље у Италији у округу Терамо, региону Абруцо.
Према процени из 2011. у насељу је живело 22 становника. Насеље се налази на надморској висини од 284 м.